# 池上彰の20世紀を見にいく
池上彰の20世紀を見にいく（いけがみあきらの20せいきをみにいく）は、BSジャパンで2008年4月から2012年3月30日まで放送されたテレビ東京など共同制作のドキュメント報道番組。
1エピソードにつき10分となっており、1本だけ放送されるときもあれば、3本まとめて30分枠で放送される場合もある。
2011年11月現在、定時放送として毎週月曜日〜金曜日 6:40 - 7:00（2回連続放送）に再放送されているほか、不定期としてテレビ東京との同時放送番組の開始が遅れる際の穴埋め番組としても放送されている。

## 出演者
- 池上彰（元NHK記者、現在はジャーナリスト。番組の案内役）
- 槇大輔（ナレーション）

## サブタイトル（全103回・CMを除き各8分）
- 第1回 日露戦争 2人の将軍
- 第2回 冒険者たち
- 第3回 第一次世界大戦
- 第4回 ロシア革命
- 第5回 若き日の昭和天皇
- 第6回 関東大震災
- 第7回 列強を追いかける日本
- 第8回 清朝末期の中国
- 第9回 中国革命の父･孫文
- 第10回 飛行船の華麗で悲劇的な運命
- 第11回 大正・昭和の日本
- 第12回 混迷する中国 満州事変前夜
- 第13回 満州事変 関東軍の暴走
- 第14回 第一次上海事変 逃げ惑う市民
- 第15回 上海爆弾テロ 激化する抗日運動
- 第16回 満州国建国 傀儡国家の誕生
- 第17回 国際連盟脱退 孤立する日本
- 第18回 恐慌とニューディール政策
- 第19回 独裁者ヒトラー誕生
- 第20回 ドイツ再軍備 ヒトラーの野望
- 第21回 ナチスの記録映画 「意志の勝利」
- 第22回 台頭するイタリアの独裁者〜ムッソリーニ〜
- 第23回 泥沼化する戦線〜関東軍 万里の長城へ〜
- 第24回 「国共合作」〜抗日統一戦線の確立〜
- 第25回 満州国皇帝 溥儀と昭和天皇
- 第26回 悲劇の満蒙開拓団
- 第27回 村人たちは満州へ渡った〜長野県読書村〜
- 第28回 盧溝橋で銃声〜日中全面戦争〜
- 第29回 第二次上海事変〜蒋介石の戦略〜
- 第30回 上海市民の悲劇〜無差別爆撃の時代へ〜
- 第31回 南京事件〜惨状を伝えた映像〜
- 第32回 武漢攻略〜過酷な中国戦線〜
- 第33回 ヒトラーの野望〜オーストリア併合とチェコ割譲〜
- 第34回 強まる軍国主義〜兵隊と国民の様子〜
- 第35回 スペイン内戦〜独裁者フランコ将軍の登場〜
- 第36回 ムッソリーニの野望〜エチオピア併合〜
- 第37回 ナチスの弾圧〜焚書・差別〜
- 第38回 第二次世界大戦勃発〜ポーランド電撃戦〜
- 第39回 ポーランド軍の悲劇
- 第40回 ワルシャワ・ゲットー
- 第41回 汪兆銘の親日政権が成立
- 第42回 日本軍 重慶を爆撃
- 第43回 国民熱狂の軍国主義
- 第44回 ドイツ軍 欧州西部に侵攻
- 第45回 パリ陥落 連合軍奇跡の脱出
- 第46回 ロンドン空襲 チャーチルと市民たち
- 第47回 冬戦争とスターリンの野望
- 第48回 日独伊三国同盟〜枢軸国陣営の誕生〜
- 第49回 援蒋ルートと孤高の国・日本
- 第50回 ドイツ軍バルカン諸国に侵攻
- 第51回 ドイツ潜水艦・Uボートの運命
- 第52回 北アフリカ戦線と名将ロンメル
- 第53回 東条英機と日米開戦
- 第54回 真珠湾攻撃 山本五十六の戦略
- 第55回 マレー半島奇襲 英国艦隊を撃沈
- 第56回 シンガポール攻略 山下奉文とパーシバル
- 第57回 アジアの要塞 イギリス領香港攻略
- 第58回 フィリピン攻略戦(1) I shall return
- 第59回 フィリピン攻略戦(2) バターン“死の行進”
- 第60回 フィリピン攻略戦(3) 支配者となった日本軍
- 第61回 独ソ戦(1) ゲルマン民族の野望は東方へ
- 第62回 独ソ戦(2) モスクワまで30キロ
- 第63回 フィリピン攻略戦(4) コレヒドール要塞陥落
- 第64回 戦線はインド洋へ 象も工兵隊
- 第65回 日本本土に初空襲 米軍ドゥリットル隊
- 第66回 戦時下の国民「贅沢は敵」
- 第67回 アリューシャン戦線「玉砕の島」アッツ島
- 第68回 ミッドウェー海戦(1) 連合艦隊の敗北
- 第69回 ミッドウェー海戦(2) 明暗分けた哨戒能力
- 第70回 戦時下の日本 召集令状
- 第71回 戦時下の日本 軍国少年たち
- 第72回 ローズヴェルトとチャーチル カサブランカ会談
- 第73回 軍需工場の主役 アメリカ女性の戦い
- 第74回 餓死の島 ガダルカナル
- 第75回 南洋諸島の戦い 日本兵の捕虜たち
- 第76回 スターリングラード攻防戦 史上最大の市街戦
- 第77回 イタリア無条件降伏 ムッソリーニの落日
- 第78回 ビルマ戦線(1) 蒋介石と米英軍
- 第79回 ビルマ戦線(2) 連合国軍が反攻
- 第80回 ビルマ戦線(3) 米軍の物量作戦
- 第81回 南洋諸島の戦い ジャングルの死闘
- 第82回 ドイツ本土空襲
- 第83回 ノルマンディー上陸作戦(1) アイゼンハワーの決断
- 第84回 ノルマンディー上陸作戦(2) すさまじい物量作戦
- 第85回 南洋諸島を巡る戦い 制空権を奪った米軍
- 第86回 南洋諸島の戦い タラワ島玉砕
- 第87回 南洋諸島の戦い 悲劇のマーシャル諸島
- 第88回 ヒトラー暗殺未遂事件 見せしめの民族裁判
- 第89回 パリ蜂起 自由フランス軍とレジスタンス
- 第90回 パリ解放 凱旋門のド・ゴール
- 第91回 トラック島爆撃 突破された絶対国防圏
- 第92回 サイパン玉砕 バンザイ・クリフの悲劇
- 第93回 レイテに散った空挺隊
- 第94回 暴かれた零戦の性能
- 第95回 戦時下の靖国神社
- 第96回 欧州各国が解放 チトーのパルチザン
- 第97回 神風特別攻撃隊の悲劇
- 第98回 マッカーサー レイテ島に上陸
- 第99回 硫黄島の戦い
- 第100回 アウシュヴィッツ収容所解放 明らかになった虐殺
- 第101回 ドイツ降伏
- 第102回 沖縄戦 住民を巻き込んだ地上戦の悲劇
- 第103回 日本敗戦